# 邵庶
邵庶（1546年—1615年），字明卿，又字明仲，號翼廷，直隸徽州府休寧縣人，民籍，明朝政治人物。

## 生平
萬曆十年（1582年）壬午科應天府鄉試第七十八名，萬曆十一年（1583年）癸未科會試第三百二十四名，登二甲第五十五名進士。改翰林院庶吉士，十三年授兵科給事中，十六年升刑科右，本年主考山東鄉試，十七年升户科左，十八年升工科都，监修京城角樓，本年告病归乡，丁父憂。服除，起補禮科都，歲余以病告歸。三十三年復補禮科，三十五年分校禮闈，三十六年升太常寺少卿，三十七年听用。萬曆四十三年卒，得年七十。

## 家族
曾祖邵廷珂；祖父邵天祥；父邵棠，號述斋。母汪氏。
有子五人：邵士達（國子生）、邵士逢（庠生）、邵士邁、邵士通、邵士遥。